# Фаддей Субботин
Фадде́й Суббо́тин (Фаддей Ники́тин Субботин, не позднее 1640, Милино, Котласский район — около 1685, Москва) — певчий, распевщик (композитор), музыкальный теоретик, сотрудник патриарха Никона в реформировании церковного пения, активная творческая деятельность которого относится к 1660—1680-м годам.

## Биография
Родился в крестьянской семье в деревне Милино Пачеозерской волости во владениях Строгановых до 1640 года. Возможно, получил музыкальное образование при церкви архистратига Михаила в Пачеозерье. Работал певчим дьяком при Благовещенском соборе Сольвычегодска, одновременно выполняя обязанности учителя и переписчика. В 1668 году был приглашён в Москву для участия в деятельности Второй комиссии по переводу наонных песнопений в раздельноречные, однако пребывание его в столице продолжалось менее года — с 1 января по 1 декабря 1669 года (вся деятельность самой комиссии продолжалась с 1666 по 1669 год). Участвовал в составлении «Извещения о согласнейших пометах».
С 1675 года находится на государственной службе в качестве «мастера наречного пения», в обязанности которого входила преподавательская деятельность (возможно, сочетавшаяся с участием в богослужениях), по мнению других исследователей эта должность подразумевала руководство деятельностью по переписывание и редактирование певчих книг. В 1681 и вплоть до декабря 1682 года лишён жалования «безвинно», как сказано при возвращении ему права получения оплаты (причина этого события неизвестна). В октябре 1685 года выплата жалования ему снова была прекращена, на этот раз, как предполагают, вследствие смерти.

## Сочинения
Представитель усольской школы знаменного пения, сложившейся во владениях Строгановых в Пермском крае. До нашего времени сохранилась только часть его произведений:
- стихира «Иоаким и Анна торжествуют».
- стихира «Еже преже неплодная страна».
- стихира «Яко чиноначальник и пособник».
- стихира «Светосиянен звездами образ показавше».
- стихира «Восплещем днесь».
- стихира «Днесь рождает Дева».
- стихира «Господу Иисусу рождьшуся».

Современные музыковеды высоко оценивают мастерство Фаддея Субботина как распевщика:

«Ф. Суботин отходит от типовых ранних усольских распевов и использует следующую технику: „соединяет в мелодические строки уже сложившиеся в певческой традиции попевки и фиты, стремясь каждую строку текста истолковать новыми, почти не повторяющимися на протяжении всего песнопения, мелодическими формулами“; „употребляя фитные распевы в качестве формообразующих элементов, создает произведение, упорядоченное по форме, сближает крупные части согласованным единством их структурного решения“.»— Кутузов Б. П. Русское знаменное пение